# Emilia McCarthy
Emilia McCarthy, (London, Ontario; 28 de agosto de 1997) es una actriz, bailarina y escritora canadiense. Es conocida por interpretar a Alyssa Sworn en la serie de Netflix Hemlock Grove (2013), Taylor Dean en la película para televisión de Disney Channel Zapped (2015), Abby Ackerman en la serie de Nickelodeon Max y Shred (2014-16) y Lacey en la película para televisión de Disney Channel Zombies (2018).

## Primeros años

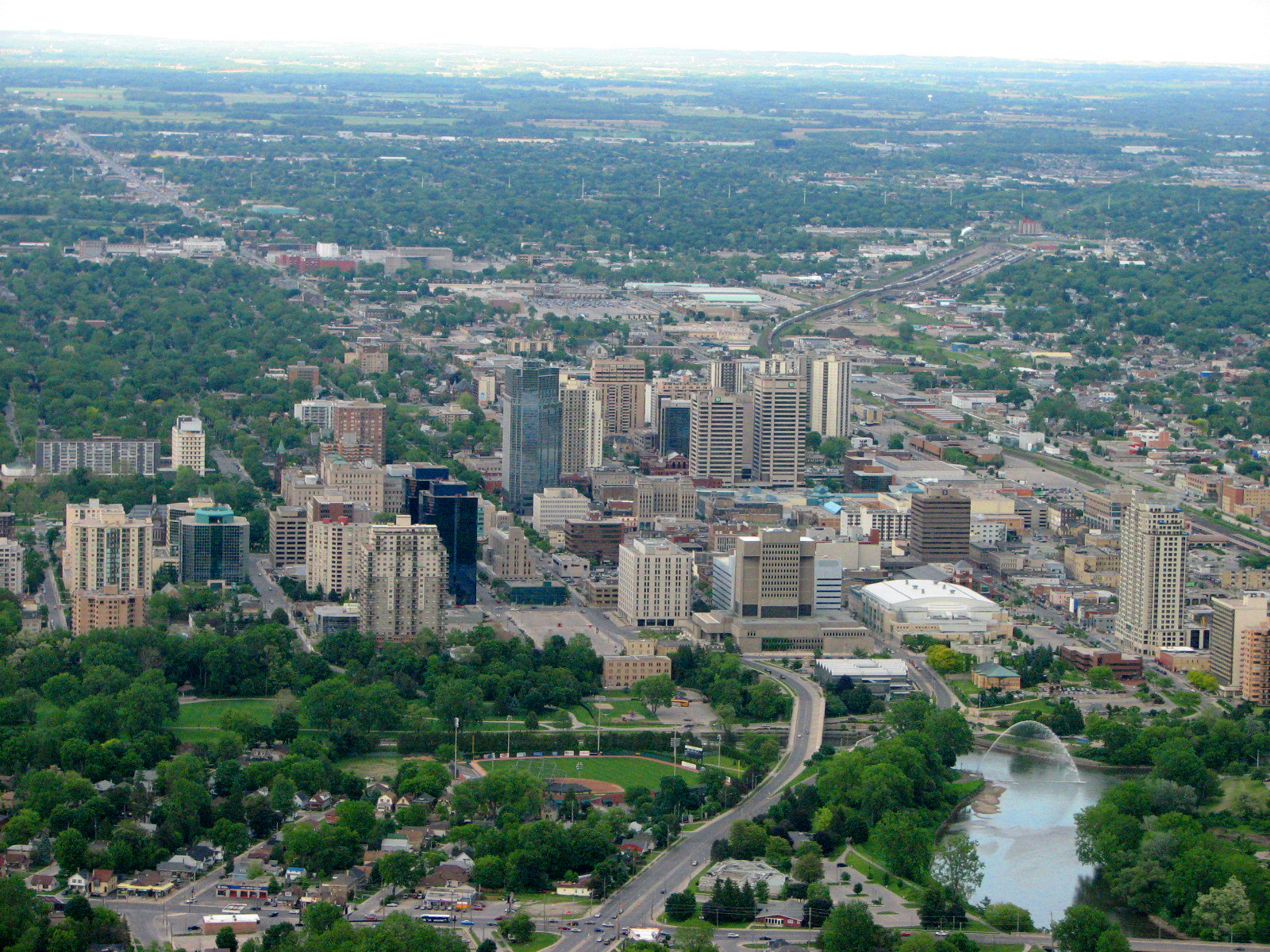
London, ciudad natal de Emilia McCarthy.

McCarthy nació y se crio en London, Ontario el 28 de agosto de 1997, es hija de Margarita Antuñano que es profesora de español y del escritor Barry McCarthy, su madre es de origen mexicano y su padre de origen canadiense, a la edad de tres años se mudó a Ancaster, Ontario para que su mama esté más cerca de su trabajo. McCarthy tiene ascendencia mexicana, por lo que se considera a sí misma como "una latina en secreto", McCarthy declaró que habla con fluidez el español y el francés. Ella conoció sus pasiones desde que era una niña. Ella es una apasionada de la actuación, el baile y la elaboración de modelos y para perseguir enérgicamente "a sus llamadas en la vida", como ella se refiere a ellos. Su abuela Beatriz Antuñano, declaró que Emilia es una artista nata que canta y baila, "yo creo que ya nació con ese don".
McCarthy tomó algunas clases de actuación en "Armstrong Acting Studios", una academia de Canadá. En una entrevista declaró:

“Yo tenía unos siete años y literalmente me desperté un día y dije: Mamá, Papá, quiero ser actriz”.
Emilia McCarhy 

Luego en 2006, a través de una agencia de modelos en Canadá fue como la producción de Babel contrató a McCarthy para ser la doble fotográfica de Elle Fanning en la cinta que se filmó en Tijuana y Sonora, México, donde tuvo largas horas de grabación. Más tarde audicionaría para Zapped, película con la cual tomó más popularidad.

## Carrera profesional

### 2007-2012: inicios de su carrera
A la edad de 8 años, Emilia tuvo la oportunidad de actuar junto a Cate Blanchett y Gael García Bernal como la hija de Cate, un papel que ella compartió con Elle Fanning, en la película ganadora al Globo de Oro: Babel. McCarthy fue contratada por la producción de Babel a través de una agencia de modelos de Canadá para ser el doble fotográfico de Elle Fanning. Ese mismo año, autopublicó un libro con la ayuda de su padre titulado "Baby Wish", donde cuenta el sueño de un bebe.
En 2007, a la edad de 9 años McCarthy consiguió el papel de Laura Westover para la película canadinese:Booky and the Secret Santa. En 2009, a la edad de 11 años, fue nuevamente contratada para retomar el papel de Laura Westover en la película Booky's Crush siendo esta la última película de la saga.
McCarthy ha bailado en varias producciones teatrales como Hairspray y Tarantella Cabaret, además ha hecho apariciones teatrales en obras como Aida y Seussical Jr.
En octubre de 2012, McCarthy hizo una participación especial como Cena, en el segundo episodio de la primera temporada en la serie Beauty & the Beast de la cadena The CW, en el episodio "All In". El episodio se estrenó el 25 de octubre de 2012.

### 2013-presente: películas,Max & Shredy ascenso como actriz
En febrero de 2013, McCarthy presto su voz para un episodio de la serie animada, Wild Kratts. En abril del mismo año, McCarthy fue fichada por Eli Roth un director/productor, para realizar una audición para poder obtener un papel en la serie Hemlock Grove. En abril, Netflix estrenó la serie Hemlock Grove de 13 episodios. Emilia interpretó durante 9 episodios a Alyssa Sworn en la serie. Su personaje se trata sobre una chica amable y compasiva, tiene una hermana gemela llamada Alexa Sworn interpretada por Eliana Jones, ambas son asesinadas por un hombre lobo, en la primera temporada.
En octubre de 2013, Emilia fue la protagonista de las webs series "Unlikely Heroes" y "Kids' Town" en 2013.
En ese mismo mes, McCarthy aparece en la película Bunks, una película original de Disney XD. Donde interpretó a Lauren, una consejera de campamento, que quiere que las reglas sean cumplidas por los campistas.
En junio de 2014, McCarthy formó parte del elenco principal de la película Zapped una película original de Disney Channel, ella interpreta a Taylor Dean el personaje antagónico de la película, en el cual ella es el personaje antagónico de esta historia interpretó la película con Zendaya Coléman, la película trata de que ella no deja bailar a Zoe (Zendaya Coléman). el rodaje inicio en agosto de 2013. La película se estrenó el 27 de junio de 2014 en Estados Unidos y Reino Unido y en América Latina se estrenó el 10 de agosto de 2014. Su actuación le valió un Young Artist Award a la mejor interpretación en una película hecha para televisión, miniserie o piloto-actriz juvenil.
El 15 de julio de 2013 se confirmó que Emilia formaría parte del elenco de la película Maps to the Stars ella interpreta el personaje de Kayla, una joven actriz de Hollywood, la producción comenzó en julio de 2013. EOne presentó la película con sus otras películas en estado de posproducción en 2013 en el Festival Internacional de Cine de Toronto. El 14 de abril de 2014, se conoció el primer adelanto de la película que fue lanzado para las ventas y la distribución. El 15 de abril se conoció el tráiler oficial. La película se estrenó en el Festival de Cannes 2014, generó críticas mixtas, pero las actuaciones del elenco fue elogiado. La película se estrenó en Estados Unidos el 27 de febrero de 2015.
En octubre de 2014, McCarthy se une a la serie Max & Shred de YTV y Nickelodeon como protagonista de la misma, personificando al personaje de Abby Ackerman en dicha serie. Por su papel recibió una nominación a mejor interpretación en serie de televisión-actriz principal juvenil en los Young Artist Award. La serie también es transmitida por la cadena Nickelodeon, la fecha de estreno de la serie fue el 6 de octubre de 2014 en Estados Unidos. El 25 de febrero de 2015, Max & Shred fue renovado para una segunda temporada. Las grabaciones de la segunda temporada de la serie iniciaron a finales de abril de 2015. Teniendo su estreno el 21 de marzo de 2016 en Estados Unidos.

## Obra

### Influencias
McCarthy tiene como principal influencia actoral a Ryan Gosling y Rachel McAdams. En 2014 declaró en una entrevista: «Ryan Gosling y Rachel McAdams son mi inspiración, Todos somos de la misma ciudad de London, Canadá. Así que si ellos pueden hacerlo, ¿por qué no yo?». En otra entrevista declaró: «Soy un gran fan de Rachel McAdams y Ryan Gosling, ya que son ambos de London, Ontario, que es donde nací y crecí. Rachel McAdams fue a la misma escuela de teatro como yo. No sólo eso, sino que ambos son actores increíbles y reconozcan que vinieron del mismo lugar del que yo vine es una locura».

## Mercadotecnia

### Libros
Emilia McCarthy también es reconocida por ser escritora. A la edad de ocho años autopublicó su propio libro bajo el nombre de Baby Wish en español El Deseo De Un Bebé, escrita por Emilia McCarthy y su padre. En donde hizo una historia ilustrada con dibujos sobre el sueño y el proceso del nacimiento de un bebé. Su papá que es escritor, le ayudó a editarlo. Existe una copia del libro en la Biblioteca Central de London, Ontario en inglés London, Ontario Central Library.

## Vida personal
En 2014, McCarthy se graduó de la escuela secundaria. A partir de 2015, comienza a asistir a la Universidad Wilfrid Laurier (en inglés Wilfrid Laurier University), en Waterloo, Ontario, Canadá en paralelo con su carrera de actriz.

## Filmografía

### Cine
| Año  | Título                     | Personaje      | Notas                        |
| ---- | -------------------------- | -------------- | ---------------------------- |
| 2007 | Booky and the Secret Santa | Laura Westover | Película para televisión     |
| 2009 | Booky's Crush              | Laura Westover | Película para televisión     |
| 2013 | Bunks                      | Lauren         | Coprotagonista               |
| 2014 | Maps to the Stars          | Kayla          | Personaje secundario         |
| 2014 | Zapped                     | Taylor Dean    | Antagonista principal        |
| 2016 | Sadie's Last Days on Earth | Robin          | Personaje secundario         |
| 2017 | Love Coinky Dink           | Sharon Phelp   | Cortometraje                 |
| 2018 | Zombies                    | Lacey          | Personaje secundario         |
| 2019 | Dance Together             | Tia            | Coprotagonista               |
| 2020 | Zombies 2                  | Lacey          | Personaje secundario         |
| 2021 | Honey!                     | Melissa        | Cortometraje                 |
| 2022 | Zombies 3                  | Lacey          | Película original de Disney+ |

### Televisión
| Año       | Título                                       | Personaje        | Notas                                            |
| --------- | -------------------------------------------- | ---------------- | ------------------------------------------------ |
| 2012      | Beauty & the Beast                           | Cena             | Episodio: "All In"                               |
| 2013-2016 | Wild Kratts                                  | Yi               | Episodio: "Attack of the Tree Eating Aliens"     |
| 2013-2016 | Wild Kratts                                  | Nina             | Episodio: "Animals Who Live to Be 100 Years Old" |
| 2013      | Hemlock Grove                                | Alyssa Sworn     | Personaje recurrente (Temporada 1)               |
| 2014      | Behind the Scenes on Disney Channel's Zapped | Taylor Dean      | Episodios: "Story" / "Dance"                     |
| 2014-2016 | Max & Shred                                  | Abby Ackerman    | Personaje principal                              |
| 2017      | Dark Haven High                              |                  | Elenco principal                                 |
| 2018      | Let's Go Luna!                               | Silvia           | Episodio: "The Big Dig/Amazing Man"              |
| 2020      | October Faction                              | Heather          | Personaje recurrente                             |
| TBA       | Skymed                                       | Madison Van Camp | Próxima serie                                    |

### Web series
| Año  | Título          | Personaje  | Notas                |
| ---- | --------------- | ---------- | -------------------- |
| 2013 | Unlikely Heroes | Cheryllyn  | Protagonista         |
| 2013 | Kid's Town      | Beth Pilly | Personaje recurrente |

### Otros créditos
| Año  | Título       | Notas                             |
| ---- | ------------ | --------------------------------- |
| 2006 | Babel        | Doble fotográfico                 |
| 2016 | Jane         | Directora de fotografía           |
| 2016 | Wilt         | Directora / Editora               |
| 2019 | The Offering | Equipo de casting                 |
| 2020 | Retrograde   | Productora                        |
| 2021 | Kaira        | Directora de casting / Productora |
| 2021 | Honey!       | Directora de casting              |

## Premios y nominaciones
| Año  | Premio             | Categoría                                                                                                  | Trabajo     | Resultado | Ref.   |
| ---- | ------------------ | --- | ----------- | --------- | ------ |
| 2015 | Young Artist Award | Mejor interpretación en una película hecha para televisión, Miniserie o Piloto-Actriz juvenil              | Zapped      | Ganadora  | [ 29 ] |
| 2015 | Young Artist Award | Mejor interpretación en serie de televisión-Actriz principal Juvenil                                       | Max & Shred | Nominada  | [ 29 ] |
| 2015 | The Joey Awards    | Mejor Actriz principal juvenil en una serie de Comedia o Acción                                            | Max & Shred | Nominada  | [ 30 ] |
| 2015 | The Joey Awards    | Mejor reparto juvenil en una serie de televisión (compartido con Jonny Gray, Saara Chaudry y Jake Goodman) | Max & Shred | Nominada  | [ 30 ] |
| 2016 | Young Artist Award | Mejor interpretación en serie de televisión-Actriz principal Juvenil (14 – 21)                             | Max & Shred | Nominada  | [ 31 ] |
| 2016 | The Joey Awards    | Mejor actriz principal juvenil en una serie de comedia de televisión (16-21 años)                          | Max & Shred | Ganadora  | [ 32 ] |
| 2017 | Young Artist Award | Mejor interpretación en serie de televisión-Actriz principal Juvenil                                       | Max & Shred | Nominada  | [ 33 ] |